# Vincent Rüfli
Vincent Rüfli (* 22. Januar 1988 in Carouge; auch Ruefli) ist ein Schweizer Fussballspieler. Der Verteidiger steht bei Étoile Carouge unter Vertrag.

## Karriere

### Vereine
Bis 2008 spielte Rüfli beim Fussballverein Étoile Carouge. Danach wechselte er zu Servette FC Genève. Am 17. April 2011 erzielte er beim Spiel im Stade de Genève gegen den FC Schaffhausen ein Tor von der Mitte des Spielfeldes.
Auf die Saison 2013/14 wechselte er zum FC Sion und holte 2015 mit dem Verein den Schweizer Cup.
Im Sommer 2016 wechselte er nach Frankreich in die Ligue 1 zum FCO Dijon. Am Ende der Saison folgte der Wechsel in die Ligue 2 zu Paris FC.
Im Juni 2019 kehrte er in die Super League zurück und spielte fortan für den FC St. Gallen. Im Januar 2021 wurde bekannt, dass Rüfli bis Ende Saison und damit bis Vertragsende an den FC Stade Lausanne-Ouchy ausgeliehen wird. Dieser übernahm ihn 2022 und lieh ihn im gleichen Jahr an Étoile Carouge aus, der ihn 2023 übernahm.

### Nationalmannschaft
Am 11. November 2011 kam Rüfli beim Spiel gegen Luxemburg zu einem Einsatz in der Schweizer Nationalmannschaft.

## Erfolge
Servette FC Genève
- Challenge-League-Vizemeister: 2011 (Aufstieg in die Axpo Super League 2011/12)

FC Sion
- Schweizer Cupsieger: 2015